# 拉姆丹贝伊
拉姆丹贝伊（阿拉伯语：‎，—1613年:41），奥斯曼帝国官员，曾任突尼斯省贝伊。

## 生平
拉姆丹的父亲侯赛因是阿尔及尔的土耳其船主，而且是一名耶尼切里，母亲则是其父在海上俘虏的意大利女子。
1591年，拉姆丹出任奥斯曼帝国突尼斯省的贝伊。其时，贝伊负责每年两次率军巡视突尼斯腹地各部落，主要任务在全国范围内征收贡赋，并确保各部落与内陆地区的安定，保证突尼斯政府对领土的管理。
1613年，拉姆丹去世，由其抚养长大的穆拉德一世继任为新的贝伊:41。

## 相关
相传，拉姆丹贝伊的母亲是基督教新教徒，在与其父亲结婚前在意大利原有未婚夫。拉姆丹贝伊父亲去世后，母亲曾返回意大利与原未婚夫结婚生子。母亲在第二任丈夫去世后，返回突尼斯与拉姆丹贝伊生活，拉姆丹贝伊给其在突尼斯城兴建了一座礼拜堂，它后来演变为如今突尼斯的圣乔治圣公会教堂。

## 备注
1. ↑  突尼斯的圣乔治圣公会教堂一般认为最早是英国新教徒的墓地，穆拉德王朝的鲁姆赞贝伊（法语：Romdhane Bey）在1696年时曾在该墓地安葬意大利裔母亲玛丽遗体[3][4]